# Battaglia di Malplaquet
La battaglia di Malplaquet (11 settembre 1709) fu combattuta, nell'ambito della guerra di successione spagnola, fra la Grande Alleanza e la Francia con il suo alleato tedesco, la Baviera.
Dopo la decisione di portare la guerra direttamente in terra francese da parte delle potenze della Grande Alleanza, conclusosi vittoriosamente l'assedio di Tournai (3 settembre 1709), l'armata alleata, forte di più di centomila uomini al comando del duca di Marlborough e del principe Eugenio di Savoia, si mosse contro l'esercito francese, in decisa inferiorità numerica, comandato dal maresciallo di Francia Claude Louis Hector, duca di Villars, attestato a Malplaquet, vicino a Mons. Dopo oltre otto ore di combattimenti l'esercito francese riuscì a sganciarsi grazie all'abile manovra del duca di Boufflers, che aveva sostituito il Villars ferito seriamente nella battaglia, sottraendosi così all'accerchiamento cui stava per essere sottoposto dall'intervento del principe Eugenio. La battaglia fu una delle più cruente del secolo: i francesi lasciarono sul campo oltre 12 000 uomini tra morti e feriti, contro i circa 20 000 dell'esercito imperiale. Ciò fece pensare ad una «vittoria di Pirro», tanto che il Villars poté scrivere a Luigi XIV:
(Claude Louis Hector, duca di Villars)
La battaglia fu detta anche «dei due re» poiché nel campo imperiale combatterono il principe della corona di Prussia, il futuro re Federico Guglielmo I, e il principe ereditario Federico di Assia-Kassel, che diventerà re di Svezia. In campo francese combatterono ben dodici marescialli di Francia. 
Se i Francesi lasciarano il campo agli Alleati alla fine della battaglia, gli Alleati persero due volte più soldati dei loro avversari. Per via delle perdite subite, Eugenio di Savoia dovette rinunciare al progetto di invasione alleata della Francia, trasformando una disfatta tattica dei Francesi in una vittoria strategica per loro.

## Aneddoto
Secondo quanto narrato dalle cronache del tempo, nel corso della battaglia iniziò a circolare tra le file francesi l'erronea notizia che il duca di Marlborough fosse stato ferito a morte; al che i soldati dell'esercito del Re Sole intonarono le note e le parole della ben nota canzone Marlbrough s'en va-t-en guerre in segno di gioia per l'"uscita di scena" del loro grande nemico.